# André Martin-Legeay
Pour les articles homonymes, voir Legeay.
André Martin-Legeay, né le 29 octobre 1906 dans le 17e arrondissement de Paris et mort en mars 1940 à Amélie-les-Bains, est un joueur français de tennis des années 1930.

## Biographie
André Martin-Legeay est le vainqueur du critérium du championnat de France (réservé à la deuxième série) sur terre battue en 1928, puis sur courts couverts en 1929.
Il participe à neuf reprises au tournoi de Roland-Garros de 1929 à 1938. En 1935, il fait partie de la délégation française envoyée disputer les Championnats internationaux des États-Unis avec Jacques Brugnon et Christian Boussus, il perd au deuxième tour contre le joueur de double John Van Ryn. En 1936, il est le dernier représentant français à Wimbledon lorsqu'il se fait éliminer en huitième de finale par Bunny Austin.
Il est deux fois finaliste des Internationaux de France en double mixte avec Sylvie Jung en 1935 et 1936. Il est à cette époque le 3e meilleur joueur français.
André Martin-Legeay est décédé en mars 1940 à Amélie-les-Bains où il était en convalescence.

## Palmarès

### Titres en simple
- 1930 : Évian-les-Bains, bat Erik Worm (4-6, 6-4, 6-3, 6-2)
- 1932 : Bruxelles, bat Pierre Goldschmidt (6-1, 7-5)
- 1932 : Le Touquet, bat Leopold de Borman (6-2, 6-1)
- 1933 : Menton, bat Gottfried von Cramm (4-6, 7-5, 6-4, 6-4)
- 1933 : Oran, bat Jean Le Sueur (3-6, 8-6, 6-0, 6-2)
- 1933 : Le Touquet, bat Daniel Prenn (8-10, 9-7 ab.)
- 1933 : Ax-les-Thermes, bat Louis Chevallier (6-4, 6-4)
- 1934 : Championnat d'Espagne, bat David Jones (6-1, 9-7, 6-4)
- 1934 : Oran, bat Jean Le Sueur (6-2, 6-2)
- 1934 : Le Touquet, bat Christian Boussus (1-6, 6-3, 7-5, 6-1)

### Finales en simples
- 1930 : Dieppe, battu par Antoine Gentien (6-4, 1-6, 9-7)
- 1933 : Championnats d'Italie, battu par Emanuele Sertorio (6-3, 6-1, 6-3)
- 1934 : Menton, battu par Giorgio De Stefani (8-6, 6-2, 6-2)
- 1934 : Dieppe, battu par Raymond Rodel (11-9, 7-5)
- 1934 : Championnat international de Paris, battu par Christian Boussus (6-4, 6-3, 6-0)
- 1936 : Championnat de Yougoslavie, battu par Franjo Punčec (6-3, 11-9, 8-6)
- 1936 : Championnat international de Paris, battu par André Merlin (6-4, 2-6, 7-5, 6-3)

### Titre en double mixte
- 1933 : Championnat d'Italie, avec Dorothy Andrus bat par Emil Gabrowitz et Y. Orlandini.

### Finales en double mixte
|   | Date | Nom et lieu du tournoi         | Cat.      | Surface      | Vainqueurs                   | Partenaire  | Score         |          |
| - | ---- | ------------------------------ | --------- | ------------ | ---------------------------- | ----------- | ------------- | -------- |
| 1 | 1935 | Internationaux de France Paris | G. Chelem | Terre (ext.) | Lolette Payot Marcel Bernard | Sylvie Jung | 4-6, 6-2, 6-4 | Parcours |
| 2 | 1936 | Internationaux de France Paris | G. Chelem | Terre (ext.) | Billie Yorke Marcel Bernard  | Sylvie Jung | 7-5, 6-8, 6-3 | Parcours |